# Kim Stanley
Kim Stanley (Tularosa, 11 de fevereiro de 1925 – Santa Fé, 20 de agosto de 2001) foi uma atriz estadunidense. Foi indicada ao Oscar de melhor atriz na edição de 1965 por interpretar Myra Savage no filme Séance on a Wet Afternoon, pelo qual venceu o New York Film Critics Circle Awards, e ao Oscar de melhor atriz coadjuvante no Oscar 1983 pelo papel Lilliam Farmer em Frances.

## Filmografia
| Ano  | Título                    | Papel              |
| ---- | ------------------------- | ------------------ |
| 1958 | The Goddess               | Emily Ann Faulkner |
| 1962 | To Kill a Mockingbird     | Scout              |
| 1964 | Séance on a Wet Afternoon | Myra Savage        |
| 1966 | The Three Sisters         | Masha              |
| 1982 | Frances                   | Lillian Farmer     |
| 1983 | The Right Stuff           | Pancho Barnes      |